# Maria Romanowa (1786–1859)
Maria Pawłowna Romanowa (ur. 4 lutego 1786 w Sankt Petersburgu, zm. 23 czerwca 1859 w Weimarze) – wielka księżna Rosji, wielka księżna Sachsen-Weimar-Eisenach.

## Życiorys
Maria Pawłowa była córką cara Pawła I i jego drugiej żony Marii Fiodorownej, z domu księżniczki Wirtembergii.

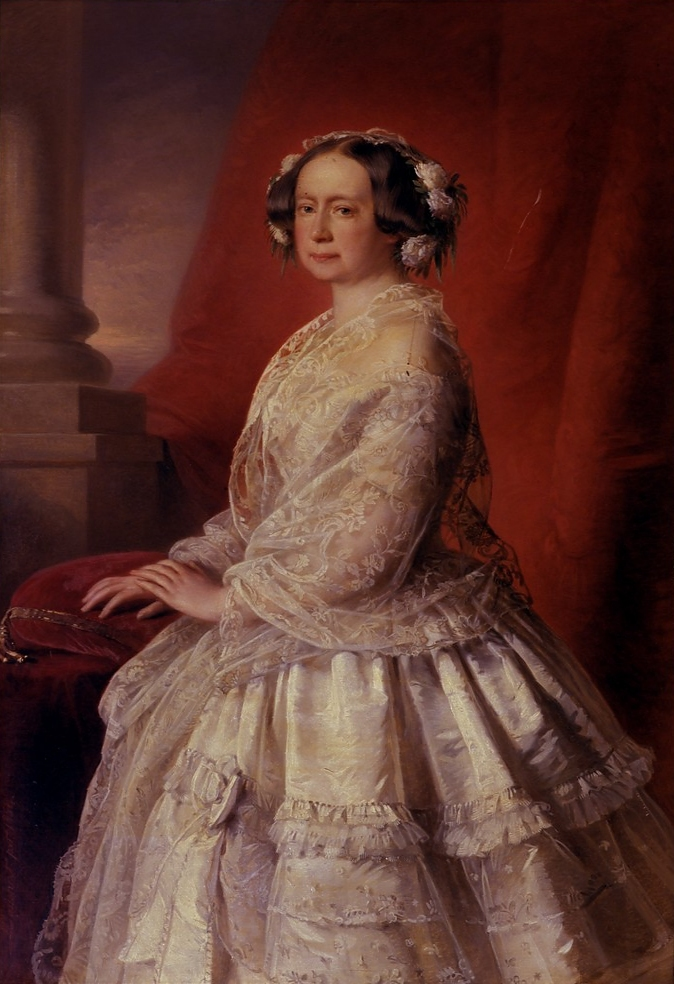
Maria Pawłowna Romanowa

Jako dziecko Maria nie była zbyt ładna: jej rysy twarzy były zeszpecone na skutek ospy. Jej babka, cesarzowa Katarzyna II, podziwiała jej talent pianistyczny, ale uważała również, że lepiej by było dla niej, gdyby się urodziła chłopcem. Jej nauczycielem muzyki był kompozytor Giuseppe Sarti.
3 sierpnia 1804 roku wyszła za mąż za Karola Fryderyka, księcia Sachsen-Weimar-Eisenach, z którym pozostała w Sankt Petersburgu przez dziewięć miesięcy zanim przenieśli się do Weimaru. 
Po śmierci męża, Karola Fryderyka, w 1853 roku, Maria oddaliła się od życia publicznego. 
Ostatni raz odwiedziła Rosję w 1855 roku, podczas koronacji Aleksandra II.
Wielka księżna patronowała sztuce i nauce.

## Dzieci
- Paweł Aleksander Karol Konstanty Fryderyk August (ur. 1805);
- Maria Luiza Aleksandra (ur. 1808), wyszła za mąż za Karola, księcia Prus;
- Augusta (1811–1890), cesarzowa Niemiec;
- Karol Aleksander (1818–1901).